# Ministerstwo Spraw Religijnych (Izrael)
Ministerstwo Spraw Religijnych (hebr.: המשרד לשירותי דת, Ha-Misrad le-Szerutej Dat) – izraelskie ministerstwo odpowiedzialne za sprawy religijne.
Ministerstwo zostało utworzone w 1948, a pierwszym ministrem został Jehuda Lejb Majmon. Obecnie urzędującym ministrem jest od 2022 Micha’el Malki’eli.
Do 1951 ministerstwo funkcjonowało pod nazwą Ministerstwo Religii i Ofiar Wojny, do 1981 jako Ministerstwo Religii, do 2003 Ministerstwo Spraw Religijnych (ang. Minister of Religious Affairs), od 2003 Ministerstwo Spraw Religijnych (ang. Minister of Religious Services).

## Ministrowie
Lista ministrów spraw religijnych od 1948:
| Imię i nazwisko        | Początek kadencji    | Koniec kadencji      | Partia polityczna                             | Rząd                         | Uwagi                                                                                                 |
| ---------------------- | -------------------- | -------------------- | --------------------------------------------- | ---------------------------- | --- |
| Jehuda Lejb Majmon     | 14 maja 1948         | 8 października 1951  | Mizrachi Zjednoczony Front Religijny          | 0., 1., 2.                   | |
| Chajjim Mosze Szapira  | 8 października 1951  | 1 lipca 1958         | Ha-Poel ha-Mizrachi Narodowa Partia Religijna | 3., 4., 5., 6., 7., 8.       | |
| Ja’akow Mosze Toledano | 1 lipca 1958         | 15 października 1960 | bezpartyjny                                   | 8., 9.                       | Nie był członkiem Knesetu Zmarł podczas urzędowania                                                   |
| Zerach Warhaftig       | 2 listopada 1961     | 10 marca 1974        | Narodowa Partia Religijna                     | 10., 11., 12., 13., 14., 15. | |
| Jicchak Refa’el        | 10 marca 1974        | 3 czerwca 1974       | Narodowa Partia Religijna                     | 16.                          | |
| Chajjim Josef Cadok    | 3 czerwca 1974       | 29 października 1974 | Koalicja Pracy                                | 17.                          | |
| Jicchak Refa’el        | 30 października 1974 | 22 grudnia 1976      | Narodowa Partia Religijna                     | 17.                          | |
| Chajjim Josef Cadok    | 16 stycznia 1977     | 20 czerwca 1977      | Koalicja Pracy                                | 17.                          | |
| Aharon Abuchacira      | 20 czerwca 1977      | 5 sierpnia 1981      | Narodowa Partia Religijna                     | 18.                          | |
| Josef Burg             | 5 sierpnia 1981      | 13 września 1984     | Narodowa Partia Religijna                     | 19., 20.                     | |
| Szimon Peres           | 13 września 1984     | 23 grudnia 1984      | Koalicja Pracy                                | 21.                          | |
| Josef Burg             | 13 września 1984     | 5 października 1986  | Narodowa Partia Religijna                     | 21.                          | |
| Zewulun Hammer         | 7 października 1986  | 11 czerwca 1990      | Narodowa Partia Religijna                     | 21., 22., 23.                | |
| Awner-Chaj Szaki       | 11 czerwca 1990      | 13 lipca 1992        | Narodowa Partia Religijna                     | 24.,                         | |
| Icchak Rabin           | 13 lipca 1992        | 27 lutego 1995       | Partia Pracy                                  | 25.                          | równocześnie premier                                                                                  |
| Szimon Szitrit         | 27 lutego 1995       | 18 czerwca 1996      | Partia Pracy                                  | 25., 26.,                    | |
| Binjamin Netanjahu     | 18 czerwca 1996      | 7 sierpnia 1996      | Likud                                         | 27.                          | równocześnie premier                                                                                  |
| Elijjahu Suwisa        | 7 sierpnia 1996      | 12 sierpnia 1997     | Szas                                          | 27.                          | |
| Binjamin Netanjahu     | 12 sierpnia 1997     | 22 sierpnia 1997     | Likud                                         | 27.                          | równocześnie premier                                                                                  |
| Zewulun Hammer         | 22 sierpnia 1997     | 20 stycznia 1998     | Narodowa Partia Religijna                     | 27.                          | zmarł podczas urzędowania                                                                             |
| Binjamin Netanjahu     | 20 stycznia 1998     | 25 lutego 1998       | Likud                                         | 27.                          | równocześnie premier                                                                                  |
| Jicchak Lewi           | 25 lutego 1998       | 13 września 1998     | Narodowa Partia Religijna                     | 27.                          | |
| Elijjahu Suwisa        | 13 września 1998     | 6 lipca 1999         | Szas                                          | 27.                          | |
| Jicchak Kohen          | 6 lipca 1999         | 11 lipca 2000        | Szas                                          | 28.                          | |
| Josi Belin             | 11 października 2000 | 7 marca 2001         | Jeden Izrael                                  | 28.                          | |
| Aszer Ochana           | 7 marca 2001         | 28 lutego 2003       | Szas                                          | 29.,                         | Nie był członkiem Knesetu                                                                             |
| Ariel Szaron 2003      | 28 lutego 2003       | 31 grudnia 2003      | Likud                                         | 30.                          | równocześnie premier                                                                                  |
| Jicchak Kohen          | 14 stycznia 2008     | 31 marca 2009        | Szas                                          | 31.                          | |
| Ja’akow Margi          | 31 marca 2009        | 18 marca 2013        | Szas                                          | 32.                          | |
| Naftali Bennett        | 18 marca 2013        | 14 maja 2015         | Żydowski Dom                                  | 33.                          | |
| Dawid Azulaj           | 14 maja 2015         | 30 października 2018 | Szas                                          | 34.                          | zmarł podczas urzędowania                                                                             |
| Arje Deri              | 30 października 2018 | 31 grudnua 2018      | Szas                                          | 34.                          | |
| Jicchak Waknin         | 1 stycznia 2019      | 17 maja 2020         | Szas                                          | 34.                          | Nie był członkiem Knesetu                                                                             |
| Ja’akow Awitan         | 17 maja 2020         | 13 czerwca 2021      | Szas                                          | 35.                          | |
| Matan Kahana           | 13 czerwca 2021      | 15 maja 2022         | Jamina                                        | 36.                          | Zrezygnował w trakcie sprawowania urzędu. Później jednak wypełniał swoje obowiązki jako wiceminister. |
| Micha’el Malki’eli     | 29 grudnia 2022      |                      | Szas                                          | 37.                          | |